# Sicarius deformis
Sicarius deformis là một loài nhện trong họ Sicariidae. S. deformis được miêu tả năm 1849 bởi Nicolet.